# 松浦竹松
松浦 竹松（まつうら たけまつ、1901年5月31日 - 1975年11月18日）は、日本の経営者。兵庫県出身。

## 経歴・人物
1953年に大阪アイス興業取締役、1954年に大阪スタジアム取締役を経て、1961年1月には常務に就任。日本庭球協会理事、南海ホークス代表、太平洋野球連盟理事なども歴任。
1975年11月18日肺炎のために死去。74歳没。